# Hailey Harward
Hailey Nicole Harward (* 19. März 1998 in Phoenix, Arizona) ist eine US-amerikanische Volleyball- und Beachvolleyballspielerin. Mit Julia Scoles gewann sie 2022 die FISU-Studentenweltmeisterschaften  im brasilianischen Maceió im Beachvolleyball.

## Karriere Halle
Harward startete ihre Karriere an der Desert Vist High School in ihrem Heimatort. 2014 gewann die Schülerin mit der U18-Nationalmannschaft der Vereinigten Staaten die Silbermedaille bei den NORCECA-Meisterschaften, zwei Spielzeiten später konnte sie mit den Juniorinnen diesen Erfolg wiederholen. Im gleichen Jahr gewann ihre Schule die Staatsmeisterschaften in der Arizona Division. Anschließend wechselte die Athletin an die California State University, Long Beach. In den ersten drei Jahren wurde sie als Außenangreiferin eingesetzt, im Senior-Spieljahr unterstützte sie ihre Team als Libera. Sie erhielt in dieser Zeit zahlreiche Auszeichnungen, unter anderem wurde sie als Freshman Gewinnerin des Pyramid Leadership Awards. Sie erreichte mit 1603 Digs die drittmeisten erfolgreichen Abwehraktionen aller Zeiten ihrer Universität. Außerdem gelangen ihr 116 Aufschlagasse, dies bedeutete Platz neun im Ranking der Hochschule.

## Karriere Beach
2017 begann die Athletin parallel zum Sport in der Halle auch mit dem Beachvolleyball. Dabei gelangen ihr während des Studiums an der LBSU 44 Siege bei nur 18 Niederlagen. Anschließend wechselte Harward an die University of Southern California. Bei den Trojans startete sie 2020 in einer verkürzten Saison mit Haley Hallgren mit einer Bilanz von 5 zu 6. Mit Hallgren (9-5) an Position drei und mit Julia Scoles (10-1) sowie Megan Kraft (5-1) an Position zwei ihrer Mannschaft sah die Gesamtbilanz im folgenden Jahr mit 24 erfolgreich gestalteten gegenüber sieben verlorenen Begegnungen schon deutlich besser aus.
2022 wurde zum bis dahin erfolgreichsten Jahr der aus dem Maricopa County stammenden Sportlerin. Nach drei gewonnenen Spielen mit Megan Kraft erreichte sie mit Tīna Graudiņa inzwischen an Position eins gesetzt 31 Siege mit nur einer einzigen Niederlage. Diese Bilanz machte die beiden zum PAC-12 Paar des Jahres sowie zum AVCA National Duo der Saison. Mit Graudiņa gelang Haward in der gleichen Spielzeit auch ihr erster Gewinn auf der AVP Tour. In Fort Lauderdale besiegten sie im Finale Geena Urango und Julia Scoles in 2:1 Sätzen. Mit Letztgenannter wurde Hailey Harward anschließend Studentenweltmeisterin im brasilianischen Maceió. 2023 stand sie mit ihrer neuen Partnerin Kelley Kolinske zwei Mal in einem Endspiel der amerikanischen Turnierserie. Während die beiden in Denver nach ihrem Sieg über Toni Rodriguez / Savvy Simo mit der Goldmedaille belohnt wurden, mussten sie sich in Manhattan Beach mit Silber begnügen. Im September nahm Haward mit Alexandra Klineman am Elite 16 in Paris teil, scheiterte jedoch mit der Olympiasiegerin in der ersten Qualifikationsrunde. Für die im Oktober in Mexiko stattfindenden Weltmeisterschaften erhielt das Duo eine Wildcard. Hier schieden sie trotz eines Sieges über die Deutschen Cinja Tillmann / Svenja Müller nach der Vorrunde aus.
2024 startete Harward national und international an der Seite von Kylie Deberg. Die beiden gewannen die NORCECA-Turniere in Santo Domingo und in Juan Dolio. Im November 2024 erreichten sie auf der World Pro Tour bei den Challenge-Turnieren in Haikou und Nuvali Platz sieben sowie in Chennai Platz zwei. Seit 2025 sind Hailey Harward und Molly Phillips ein Beachpaar. Die beiden überstanden bei den ersten hochwertigen vier Events der Weltserie sämtliche Qualifikationshindernisse. Bei den Elite16 in Saquarema und Brasilia gelang sogar der Einzug in die erste Hauptrunde. Wertvollstes Resultat auf ihrem gemeinsamen Weg bis zu diesem Zeitpunkt war jedoch der geteilte neunte Platz beim Challenge in Alanya im Juni. Da sie inzwischen genügend Weltranglistenpunkte gesammelt hatten, blieb ihnen die Qualifikation erspart. Im Pool besiegten sie Marie-Sára Štochlová / Markéta Svozilová und in der ersten Hauptrunde die Olympiafünften Daniela Álvarez / Tania Moreno, bevor sie in drei Sätzen gegen Darja Romanjuk / Jewa Serdjuk verloren.

## Privates
Die Eltern von Hailey heißen Linda und Scott Harward. Der Vater spielte Golf an der San Diego State University. Der Bruder der Beachvolleyballerin heißt Spencer.